# Богуславский, Евгений Яковлевич
Евге́ний Я́ковлевич Богусла́вский (1917—1969) — советский конструктор ракетных систем. Герой Социалистического Труда, лауреат Ленинской премии.

## Биография

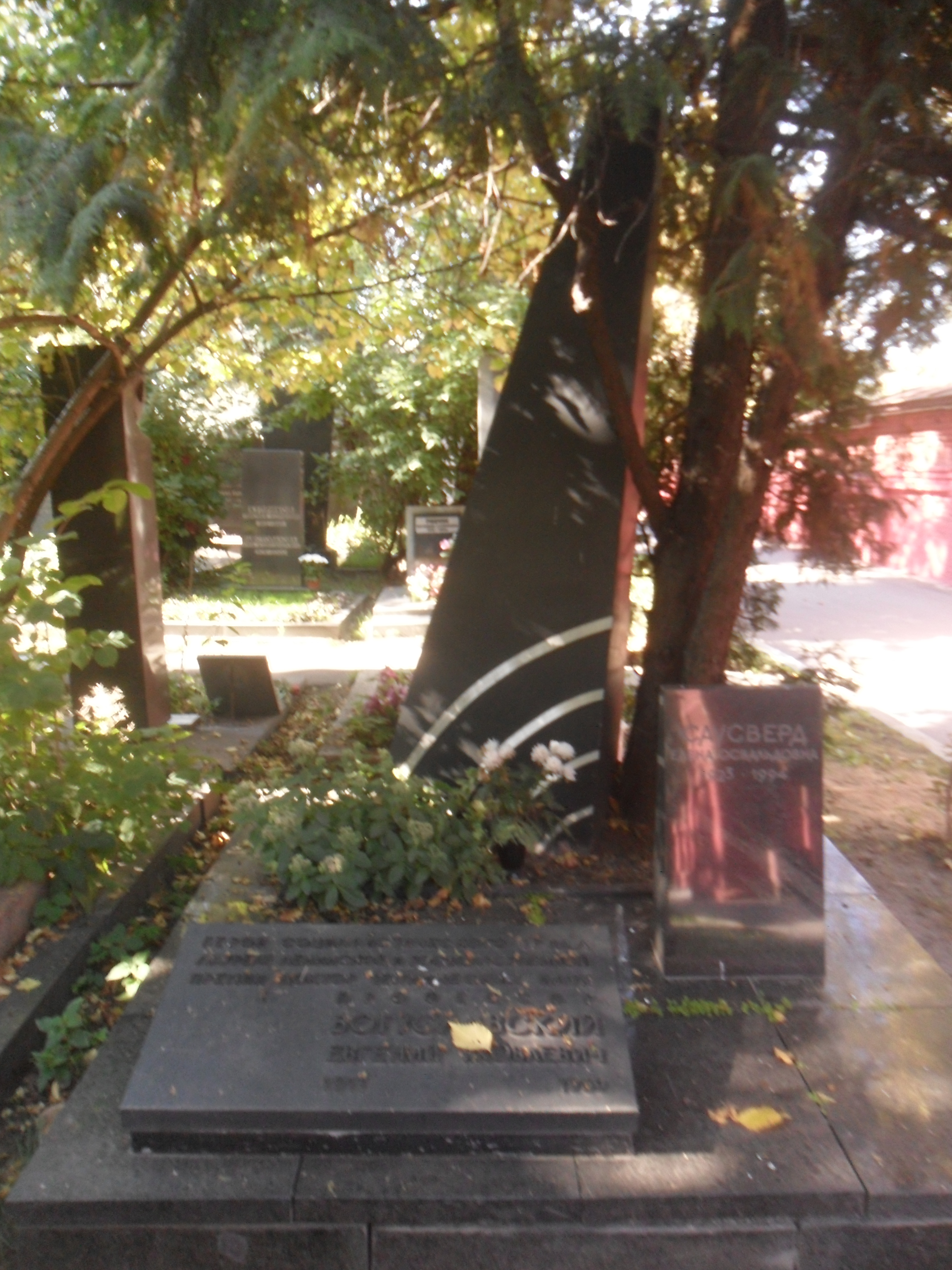
Могила Богуславского на Новодевичьем кладбище Москвы.

Родился 1 (14 октября) 1917 года в Москве. Окончил десять классов школы. В 1941 году Богуславский окончил Ленинградскую военно-электротехническую академию, после чего работал в НИИ-20 Народного комиссариата промышленности средств связи СССР. Участвовал в разработке радиомин, радиолокационных станций, станций обнаружения, радиолокаторов.
С января 1947 года Богуславский работал в НИИ-885, был начальником отдела, главным конструктором электронной счётно-решающей аппаратуры, начальником лаборатории. Богуславский является создателем первой советской телеметрической системы СТК-1 «ДОН». Принимал активное участие в разработке системы радиоуправления МБР «Р-7», запуске первого искусственного спутника Земли.
Активный участник разработки систем радиоуправления и связи для космических аппаратов исследования Луны и пилотируемых кораблей, в том числе первого из них — «Восток-1». Защитил докторскую диссертацию (1958), был утверждён в звании профессора (1962). С 1963 года занимал должность первого заместителя главного конструктора НИИ приборостроения. Умер 18 мая 1969 года. Похоронен в Москве на Новодевичьем кладбище (участок № 7).

## Награды и премии
- Герой Социалистического Труда (21 декабря 1957 года) — за обеспечение полёта первого спутника Земли[1].
- Сталинская премия третьей степени (1950) — за разработку новой радиоаппаратуры (многоканальной радиотелеметрической системы)
- Ленинская премия
- два ордена Ленина (1956; 1957)
- орден Трудового Красного Знамени (1961)
- медали[1].